# 艾羅蒂·布雪
艾羅蒂·布雪（Élodie Bouchez、1973年4月5日—）是一位法國演員，曾演出電視連續劇《雙面女間諜》。

## 生平
1989年，艾羅蒂·布雪首次演出塞吉·甘斯柏（Serge Gainsbourg）執導的《Stan the Flasher》。1994年，艾羅蒂·布雪以《野戀》（Les Roseaux sauvages）獲得凱薩獎最有前途女演員獎，並因此成名。艾羅蒂·布雪在1998年以《天使熱愛生活》（La Vie rêvée des anges）獲得坎城電影節最佳女演員獎、歐洲電影獎最佳女主角獎與凱薩獎最佳女主角獎。
在2005年的秋天，她加入美國電視連續劇《雙面女間諜》第五季和最後一季。她扮演美國中央情報局殺手蕾妮。

## 私生活
艾羅蒂·布雪與丈夫傻朋克成員湯瑪斯·本高特住在加州比佛利山莊，並育有兩個孩子。

## 作品
- 《野戀》 （The Wild Reeds）（1994）
- 《天使熱愛生活》（La Vie rêvée des anges）
- 《都是伏爾泰的錯》 （Blame It On Voltaire）（2000）
- 《肉慾橫陳》 （Too Much Flesh）（2000）
- 《完美女人》 （CQ）（2001）
- 《你快樂，所以我快樂》 （Happy Few）（2010）
- 《騎動人生》 （Tour de Force）（2013）

## 外部連結
- Élodie Bouchez在互联网电影资料库（IMDb）上的資料（英文）
- French site